# 霍雷斯·德迪尤

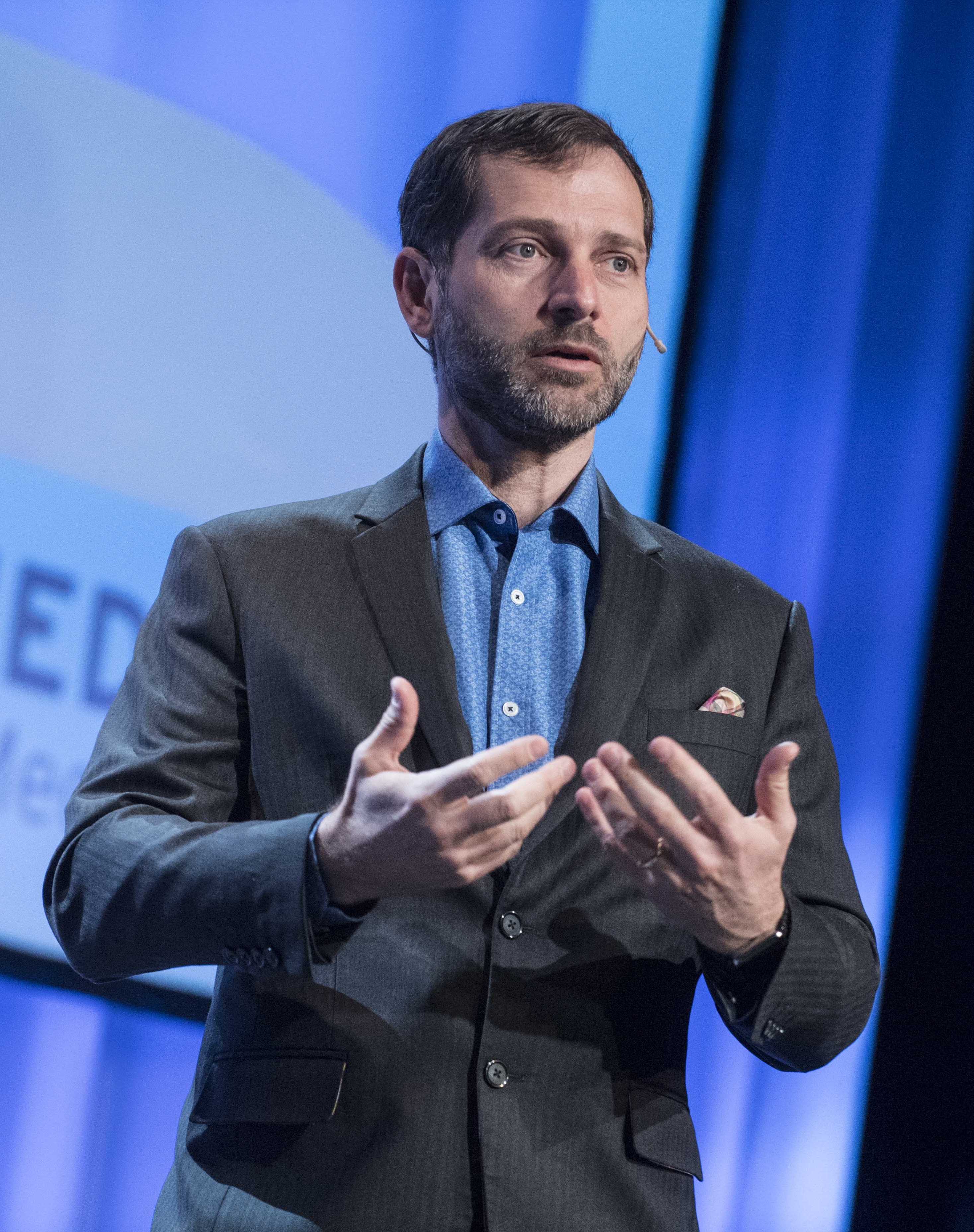
Horace Dediu, 2017

霍雷斯·德迪尤（Horace Dediu）  是一名罗马尼亚 - 美国籍產業分析师，专注于分析手机產業，特别是苹果手机。
他以分析苹果的业务战略和财务预测而闻名。

## 早期的生活和教育
德迪尤出生於罗马尼亚，然后随他的父母移居到美国接受高中教育。
在塔夫茨大学的计算机工程，获得硕士学位后，继续在在哈佛大学取得工商管理硕士学位。

## 职业生涯
他曾任是一名诺基亚分析师，时间从2001年2月到2009年4月
他的公司Asymco于2010年4月成立。
于2018年成为Micromobility Industries的共同创始人。

## 引用
1. ↑  U.S. Public Records Index Vol 1 (Provo, UT: Ancestry.com Operations, Inc.), 2010.
2. ↑  Elmer-DeWitt, Philip. . Fortune.   [29 October 2011]. （原始内容存档于2017-01-16）.
3. ↑  .   [2017-01-13]. （原始内容存档于2013-09-05）.